# Jüdischer Friedhof (Wagenfeld)

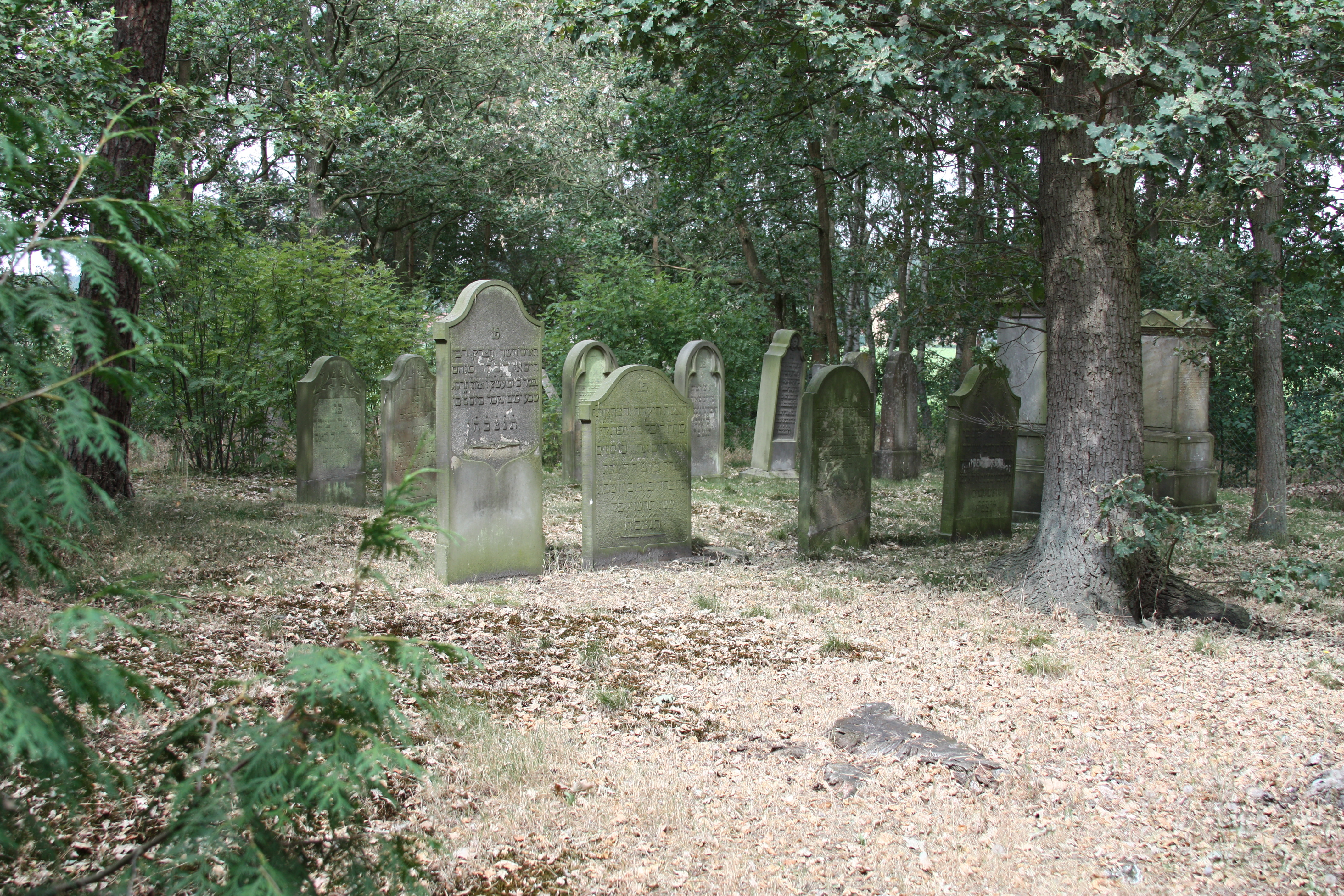
Jüdischer Friedhof in Wagenfeld

Der Jüdische Friedhof Wagenfeld ist ein gut erhaltener jüdischer Friedhof in Wagenfeld (Landkreis Diepholz, Niedersachsen). Er ist ein geschütztes Kulturdenkmal.
Der Friedhof befindet sich in einem Wäldchen an der „Barver Straße“ etwa drei Kilometer nördlich des Ortszentrums von Wagenfeld. Der älteste der 27 erhaltenen Grabsteine stammt aus dem Jahr 1811, der jüngste aus dem Jahr 1927. In der Zeit des Nationalsozialismus wurde das Gräberfeld stark zerstört. Deswegen wirkt der Friedhof heute uneinheitlich.
1982 kam es zu Grabschändungen auf dem Friedhof.